# Leon Osman
Leon Osman (Wigan, 17 de mayo de 1981) es un exfutbolista inglés. Jugó prácticamente toda su carrera para el Everton Football Club a excepción de dos cesiones al Carlisle United y Derby County. Su padre es turcochipriota.
Antes de jugar para el Everton, fue cedido al Carlisle United del Football League Two en la temporada 2002-03 hasta el 1 de enero de 2003. Jugó 12 partidos en la liga, marcando un gol contra el Macclesfield Town en un 2-2 el 19 de octubre. El 12 de enero de 2003 jugó su primer partido para el Everton como sustituto en el último minuto contra el Tottenham Hotspur y perdió 4-3.
En la temporada 2003-04 Osman comenzó su temporada con el Everton y en enero fue cedido al Derby County del Football League Championship. Jugó 17 partidos con el Derby y marcó 3 goles.
Leon Osman jugó en la final del FA Cup de 2009 que el Everton perdió por 2-1 contra el Chelsea Football Club. Fue sustituido por Dan Gosling en el minuto 82.

## Clubes
| Club                     | País       | Año       |
| ------------------------ | ---------- | --------- |
| Everton FC               | Inglaterra | 2002-2016 |
| Carlisle United (cedido) | Inglaterra | 2002      |
| Derby County (cedido)    | Inglaterra | 2004      |